# Troels Kløvedal og Nordkaperen i det Indiske Ocean - Med nord-øst monsunen til Oman
|  | Denne artikel er oprettet af botten PalnaBot ud fra en ekstern database. Den kan derfor have sproglige fejl eller mangler. Denne skabelon kan fjernes efter kontrol af indholdet. |

Troels Kløvedal og Nordkaperen i det Indiske Ocean - Med nord-øst monsunen til Oman er en dokumentarfilm fra 1994 instrueret af Ulrik Bolt Jørgensen efter manuskript af Ulrik Bolt Jørgensen, Troels Kløvedal.

## Handling
At indhente sine drømme, at opdage, at realiteterne svarer til forventningerne, er lykken, når realiteterne er Det Arabiske Hav, 13 grader nordlig bredde og 65 grader østlig længde, 1000 kilometer til nærmeste landkending og 4000 meter vand under kølen. Ti døgn har Nordkaperen været på vej mod Salalah i Oman, hvor man dyrker en blid form for islam. Det førhen så lukkede olieland tager pænt mod besætningen og byder den på en biltur i ørkenen, hvor Troels Kløvedal fortæller om beduiner, vandets betydning for ørkenlandskaber, og han oplever kamelvæddeløb og skibsbyggeri, før havet igen kalder.